# Atlético dos Arcos - Associação Desportiva
O Atlético dos Arcos - Associação Desportiva, ou, simplesmente, Atlético dos Arcos é um clube português, localizado na vila de Arcos de Valdevez, distrito de Viana do Castelo.
O clube, fundado em 1945 sobre o nome de Atlético Clube Valdevez, foi extinto em 2009 com 64 anos de existência, tendo atingido patamares que até lá nenhum outro clube do distrito tinha atingido. Após duas épocas inativo, um novo clube foi fundado em 2012 com o nome Atlético dos Arcos.
Atualmente possui os Escalões de Juniores e Juvenis. Presentemente, a equipa Sénior de Futebol, disputa o Campeonato de Portugal.

## História
O Atlético Clube Valdevez – ACV, foi fundado em 8 de Maio de 1945 por um grupo de Arcuenses, dos quais destacamos João Vila Verde, Luís Araújo, António Ferreira, José Fernandes Araújo, Artur José da Silva e Manuel Araújo "Cartola".
O Atlético Clube Valdevez após a sua fundação filiou-se na Associação de Futebol de Braga, onde se manteve alguns anos. Mais tarde, aquando da fundação da Associação de Futebol de Viana do Castelo, o Atlético Clube Valdevez passou a integrar o lote de equipas Vianenses, tendo alcançado a II Divisão Nacional na época de 1979/80, onde se manteve até ao ano de 1983. Para além desse ponto alto na sua vida, o Clube foi por variadas vezes Campeão Distrital de Futebol, sendo a última conquistada nesta divisão, na época de 1999/00, campeão da III Divisão nacional série A na época 2006/07.
Desde a sua fundação a instituição teve a preocupação de formar jovens. Nas camadas juvenis de Futebol, o ACV disputou por múltiplas vezes os Campeonatos Nacionais, tendo alguns dos seus atletas representado a Seleção Nacional.
O Clube Atlético de Valdevez, foi agraciado em 2002 com a Medalha de Mérito Municipal Desportivo pela Câmara Municipal de Arcos de Valdevez e com o honroso prémio Mário Barros Pinto, instituído pela Casa do Concelho de Arcos de Valdevez.
O Atlético Cube Valdevez, com 64 anos de história não resistiram a dívidas, tendo mesmo de fechar portas, num ano marcado pela soberba campanha até aos quartos de final da Taça de Portugal.
Dois anos depois um nome clube, o Atlético dos Arcos, foi fundado e em pouco tempo conquistou, 2026/17 e 2023/24, o título de Campeão Distrital da AF Viana do Castelo, garantindo assim vaga nos nacionais nas épocas seguintes.

## Futebol

### Palmarés[7]
III Divisão Nacional - Nível 4: 1 (2006/07)
1ª Divisão AF Viana Castelo: 3 (2012/13, 2016/17 e 2023/24)
Taça AF Viana Castelo: 1 (2015/16)

### Histórico
|                   | Nº Presenças   | Títulos |
| ----------------- | -------------- | ------- |
| Temporadas na 1ª  | 0              |         |
| Temporadas na 2ª  | 0              |         |
| Temporadas na 2ªB | 6 (a decorrer) |         |
| Temporadas na 3ª  | 17             |         |
| Taça de Portugal  | -              |         |
| Taça da Liga      | 1000           |         |

## Estádio
Estádio Municipal da Coutada

## Marca do equipamento e patrocínio
- Marca do equipamento: Lacatoni
- Patrocínio: Intermarché (frente), ERA Imobiliária (costas)